# Fifty Shades of Grey
Fifty Shades of Grey är en amerikansk erotisk-romantisk dramafilm, baserad på den första romanen i trilogin Femtio nyanser, i regi av Sam Taylor-Johnson efter ett manus av Kelly Marcel. Huvudrollerna spelas av Dakota Johnson och Jamie Dornan. Filmen visades först på filmfestivalen i Berlin och hade sedan biopremiär den 13 februari 2015. Handlingen kretsar kring Anastasia Steele som inleder ett komplicerat förhållande med den rike entreprenören Christian Grey.
I april 2015 meddelade Universal att två uppföljare kommer att släppas. Den första, Fifty Shades Darker, hade biopremiär under februari 2017. Nästkommande, Fifty Shades Freed, hade premiär i februari 2018.

## Rollista (i urval)
- Dakota Johnson – Anastasia "Ana" Steele[4]
- Jamie Dornan – Christian Grey[5]
- Eloise Mumford – Katherine "Kate" Kavanagh[6]
- Luke Grimes – Elliot Grey[7]
- Rita Ora – Mia Grey[8]
- Victor Rasuk – José Rodriguez[9]
- Max Martini – Jason Taylor[10]
- Dylan Neal – Bob Adams[11]
- Callum Keith Rennie – Raymond "Ray" Steele[12]
- Jennifer Ehle – Carla Wilks[13]
- Marcia Gay Harden – Grace Trevelyan Grey[14]
- Andrew Airlie – Carrick Grey
- Anthony Konechny – Paul Clayton
- Emily Fonda – Martina
- Rachel Skarsten – Andrea Ashton

## Om filmen

### Produktion
I början av 2012 inleddes planer på att filmatisera trilogin och Warner Bros., Sony Pictures, Paramount Pictures, Universal Pictures och Mark Wahlbergs produktionsbolag kämpade om filmrättigheterna. I mars samma år stod det klart att Universal Pictures och Focus Features hade fått rättigheterna att producera filmerna. Kelly Marcel blev anlitad som manusförfattare och Sam Taylor-Johnson som regissör. Patrick Marber fick finjustera manuset, medan Mark Bomback fungerade som manusdoktor. Releasedatumet blir den 1 augusti 2014. I november 2013 meddelades det att datumet hade flyttats fram till den 13 februari 2015.

### Rollbesättning

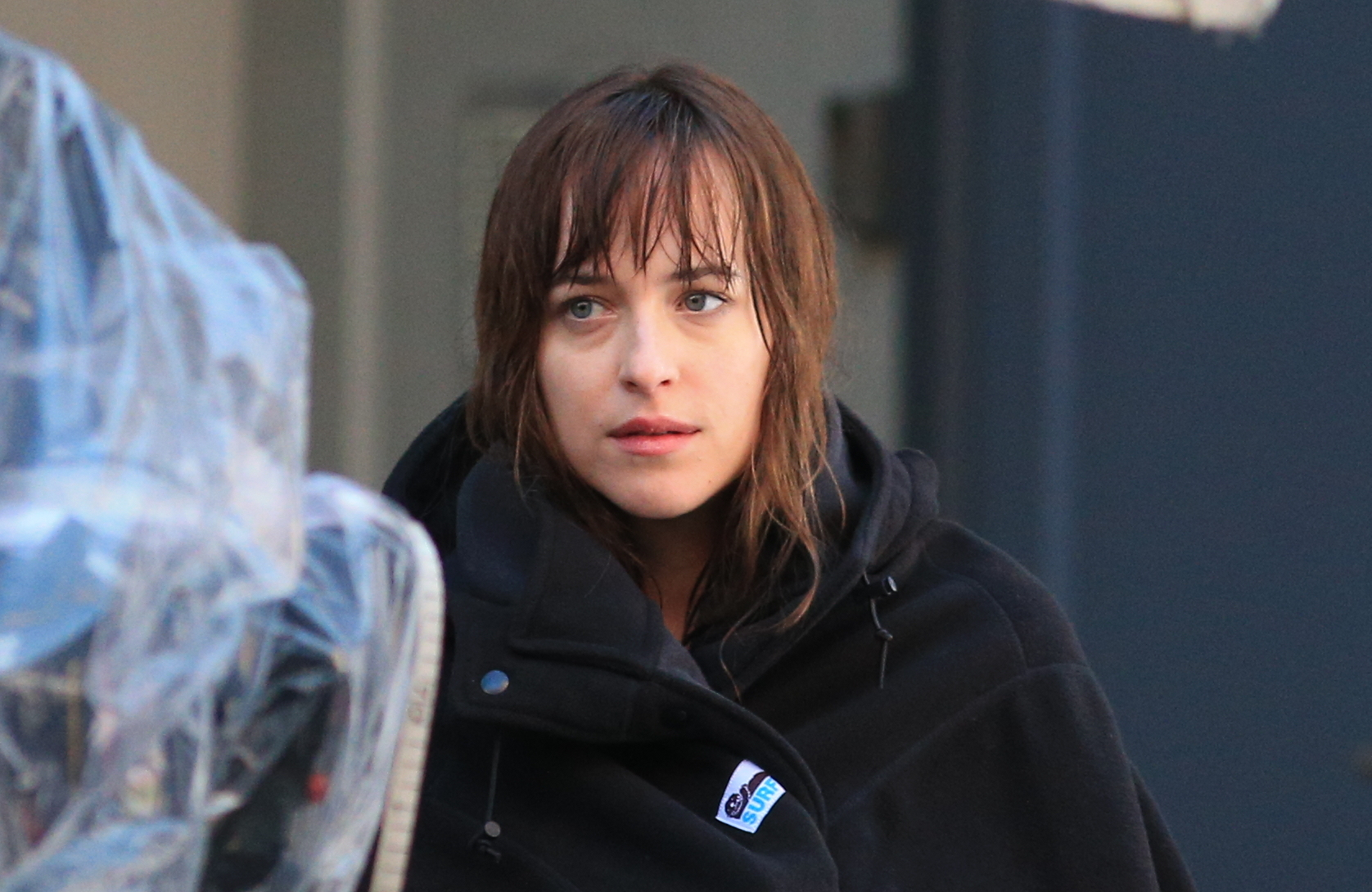
Dakota Johnson under inspelningen.

Under september 2013 blev det klart att Dakota Johnson och Charlie Hunnam skulle spela huvudrollerna i filmen. Månaden därpå rapporterade man att Hunnam hade lämnat projektet på grund av schemakonflikter med TV-serien Sons of Anarchy. Efter detta var många skådespelare påtänkta, men den 23 oktober 2013 fick man veta att Jamie Dornan hade fått den manliga huvudrollen.

### Inspelning och marknadsföring
Inspelningen påbörjades den 1 december 2013 i Vancouver, British Columbia och avslutades den 21 februari 2014. Filmens första trailer kunde ses online från den 24 juli 2014. Över sju miljoner människor såg trailern. En andra trailer släpptes den 13 november 2014. Den tredje trailern visades på Super Bowl XLIX.

### Mottagande
Fifty Shades of Grey fick blandade recensioner från flera filmkritiker, men blev en stor publiksuccé världen över. I Sverige slog den rekord med över 125 000 biljetter sålda på premiärhelgen.
Rotten Tomatoes rapporterade att 26 procent, baserat på 256 recensioner, hade satt ett genomsnittsbetyg på 4,2 av 10. På Metacritic nådde filmen genomsnittsbetyget 46 av 100, baserat på 46 recensioner.